# Tadeusz Olechnowicz
Tadeusz Olechnowicz (ur. 20 sierpnia 1936 w Wilnie, zm. 28 grudnia 2016 w Bremerhaven) – polski kapitan żeglugi wielkiej i żeglarz, ostatni komendant „Daru Pomorza".
Współtwórca i pierwszy komendant "Daru Młodzieży", w międzynarodowym świecie żeglarskim zwany Big Ted, związany z Akademią Morską w Gdyni przemianowaną w 2018 r. na Uniwersytet Morski.     
Skończył w roku 1957 Wydział Nawigacyjny Państwowej Szkoły Morskiej w Gdyni (poprzedniczki Wyższej Szkoły Morskiej, Akademii Morskiej, Uniwersytetu Morskiego). Jako jeden z dziesięciu najlepszych absolwentów otrzymał pracę w ówczesnej pierwszej lidze - Polskich Liniach Oceanicznych. Wraz z podjęciem studiów w Wyższej Szkole Ekonomicznej w Sopocie (poprzedniczce Uniwersytetu Gdańskiego) zamustrował na "Dar Pomorza". Awansował od stopnia asystenta do kierownika nauk czyli zastępcy komendanta do spraw wyszkolenia. Po zdobyciu tytułu magistra ekonomii - praca magisterska na temat "Zadania szkoleniowe "Daru Pomorza" a koszty podróży zagranicznych" - powrócił do floty handlowej. W 1967 otrzymał dyplom kapitana żeglugi wielkiej. Honorowym przewodniczącym komisji egzaminacyjnej był kpt. Konstanty Maciejewicz - pierwszy komendant "Daru Pomorza".
Za swoich nauczycieli żeglarstwa (m.in. żeglarstwa regatowego) uważał kpt.ż.w. Kazimierza Jurkiewicza, komendanta „Daru Pomorza” w latach 1953–1977; kierowania ludźmi i współpracy z załogą  uczył się od kpt.ż.w. Karola Olgierda Borchardta.

## Dar Pomorza
Po raz pierwszy dowodził „Darem Pomorza” w 1975 r. w nagłym zastępstwie chorego komendanta K. Jurkiewicza. W 1976 r. popłynął razem z nim jako kierownik nauk i kapitan dubler szykujący się do objęcia dowództwa. Celem był największy zlot żaglowców w dotychczasowych dziejach z okazji 200-lecia uchwalenia Deklaracji Niepodległości Stanów Zjednoczonych Ameryki. W przerwanych z braku wiatru atlantyckich regatach z Hamilton na Bermudach do Newport w stanie Rhode Island „Dar Pomorza” zajmował początkowo pierwsze miejsce. Jednak po korekcie pozycji z gwiazd przesłanej organizatorom przez dowództwo „Daru Pomorza” uplasował się ze stratą 6 mil morskich na drugim miejscu. Został entuzjastycznie przyjęty na paradach 4 lipca w Nowym Jorku i 10 lipca w Bostonie. 
Kpt. T. Olechnowicz został komendantem „Daru Pomorza” 1 kwietnia 1977 r. po przejściu na emeryturę komendanta K. Jurkiewicza. W 1979 r. ponownie poprowadził „Dar Pomorza” do Ameryki. W Savannah żaglowiec wziął udział w uroczystościach z okazji 200-lecia śmierci gen. K. Pułaskiego, a w Filadelfii uświetnił odsłonięcie pomnika T. Kościuszki. Przy tej okazji kpt. T. Olechnowicz rozpoczął promocję budowy nowego żaglowca szkolnego i zbiórkę funduszy na ten cel. Podobne akcje przeprowadzał we wszystkich zagranicznych portach odwiedzanych przez „Dar Pomorza”.
Aby objąć wychowaniem morskim jak najwięcej młodzieży zaczął zabierać w krótsze rejsy - oprócz studentów - także harcerzy, uczniów Liceum Morskiego w Gdyni oraz członków Bractwa Żelaznej Szekli kpt. K. Baranowskiego. Zaprosił pierwsze kobiety do pływania na „Darze Pomorza”. 
W 1980 r. zwyciężył w obu etapach regat Operation Sail na trasie Kilonia-Karlskrona i Skagen-Amsterdam. W Amsterdamie odebrał z rąk królowej Beatrycze prestiżową Cutty Sark Trophy - nagrodę przyznaną w tajnym głosowaniu wszystkich 110 kapitanów za największy wkład w kształtowanie przyjaźni między narodami. Wydarzenia te opisał kpt. Karol Olgierd Borchardt w opowiadaniu „Krótka koszulka” ze zbioru „Kolebka nawigatorów”.
Komendant T. Olechnowicz otrzymał Wielką Nagrodę Honorową „Rejs Roku 1980” Głosu Wybrzeża.
We wrześniu 1981 r. poprowadził „Dar Pomorza”  w ostatnią podróż nr 105 do fińskiego portu Kotka. W rejsie wzięli udział studenci Wyższej Szkoły Morskiej w Gdyni, którzy w pierwszym terminie zdali egzaminy po pierwszym roku studiów. Kpt. T. Olechnowicz przestał pełnić funkcję komendanta „Daru Pomorza” 1 czerwca 1982 r..

## Dar Młodzieży
Dowodząc „Darem Pomorza” jednocześnie angażował się w budowę nowego żaglowca szkolnego doradzając wraz z kpt. K. Jurkiewiczem, głównemu projektantowi Zygmuntowi Choreniowi. Zaprotestował przeciwko planowi zbiorowych pomieszczeń mieszkalnych z rozwieszanymi na noc hamakami. W tekście „Memoriał w sprawie pomieszczeń mieszkalnych dla studentów na nowym żaglowcu szkolnym „Dar Młodzieży”” z września i października 1978 r. zaproponował kilkuosobowe kubryki ze stałymi kojami uzasadniając swoje stanowisko przykładami z dziejów żeglugi. Po burzliwej ogólnospołecznej debacie zwyciężyły koje. 
Kadłub „Daru Młodzieży” zwodowano w Stoczni Gdańskiej 12 listopada 1981 r. a 13 grudnia 1981 r. wprowadzono stan wojenny. Kpt. T. Olechnowicz wraz z prof. Danielem Dudą, rektorem Wyższej Szkoły Morskiej w Gdyni, starał się o dokończenie przerwanej budowy i niedopuszczenie do sprzedaży statku zagranicznym armatorom. W rejsie próbnym od 23 maja do 31 maja 1982 r. znajdował się w armatorskiej komisji odbiorczej. Do jego najważniejszych zaleceń należało zwiększenie stałego balastu dla poprawy stateczności. 
10 lipca 1982 r. poprowadził „Dar Młodzieży” w dziewiczy rejs na regaty The Cutty Sark Tall Ships Races 1982, zwane potocznie Operation Sail. Na trasie z brytyjskiego Falmouth, do Lizbony „Dar Młodzieży” uratował poparzonego żeglarza z płonącego niemieckiego jachtu „Peter von Danzig”. Po zabraniu rannego helikopterem do szpitala włączył się ponownie do wyścigu ze stratą ponad 4 godzin. Pierwszy przekroczył linię mety w Lizbonie, wyprzedzając o 14 min. i 18 sek. niemiecki bark „Gorch Fock”. Komendant T. Olechnowicz otrzymał Nagrodę Fair Play Polskiego Komitetu Olimpijskiego za rok 1982.
W lipcu 1983 r. poprowadził „Dar Młodzieży” w pierwszy rejs oceaniczny do Japonii na zlot żaglowców z okazji 400-lecia wzniesienia zamku w mieście Osaka. Do żeglarskiej legendy przeszło wejście „Daru Młodzieży” do portu w Osace pod pełnymi żaglami w czasie parady 23 października 1983 r. Po wypłynięciu z Jokohamy w czasie alarmu do żagli, jeden ze studentów spadł z masztu do morza. Skuteczna akcja ratunkowa trwała 9 minut przy prędkości „Daru Młodzieży” przekraczającej 10 węzłów. 
Natychmiast po powrocie z Japonii w lutym 1984 r. kpt. T. Olechnowicz poprowadził „Dar Młodzieży” - z nowym rocznikiem studentów, tym razem z Wyższej Szkoły Morskiej w Szczecinie - w marcu 1984 r. do Kanady na zlot żaglowców dla uczczenia 450. rocznicy wyprawy, w której Jacques Cartier odkrył Drogę Wodną Świętego Wawrzyńca. „Dar Młodzieży” wygrał atlantyckie regaty na liczącej 850 mil morskich trasie z Hamilton na Bermudach do portu Halifax w Kanadzie. 
We wrześniu 1984 r. kpt. T. Olechnowicz przekazał sprawdzoną fregatę swoim następcom.
Po raz ostatni powrócił na „Dar Młodzieży” w latach 1991-1992. W 1992 r. poprowadził żaglowiec do USA na Grand Regatta Columbus 92 zorganizowane dla uczczenia 500-lecia odkrycia Ameryki. W regatach z Wysp Kanaryjskich do San Juan w Puerto Rico „Dar Młodzieży” zajął 3. miejsce wśród największych żaglowców świata. Komendant T. Olechnowicz otrzymał Wielką Nagrodę Honorową „Rejs Roku 1992” Głosu Wybrzeża. 
Od lat 80. XX wieku rezydował jako polski obywatel w Bremerhaven.
Został odznaczony Krzyżem Kawalerskim Orderu Odrodzenia Polski - Polonia Restituta. 
4 lipca 2017 r. podczas uroczystości z okazji 35-lecia podniesienia na „Darze Młodzieży” biało-czerwonej bandery komendant „Daru Młodzieży” Ireneusz Lewandowski i córka kpt. T. Olechnowicza odsłonili tablicę pamiątkową ku jego czci wmurowaną w nabrzeże Skweru Kościuszki - miejsce cumowania „Daru Młodzieży”.

## Notatki komendanta
W czasie rejsów na obu fregatach szkolnych kpt. Olechnowicz prowadził notatki, które zostały opublikowane w formie dwóch książek:
- Tadeusz Olechnowicz,  „Dar Pomorza. Z notatnika ostatniego komendanta”, Oficyna Wydawnicza Miniatura 2004[3],
- Tadeusz Olechnowicz,  „Dar Młodzieży. Z notatnika pierwszego komendanta”, Oficyna Wydawnicza Miniatura 2008[15][16].

Książki zawierają opisy bieżących wydarzeń (np. spotkanie „Daru Młodzieży” z „Pogorią” na Oceanie Indyjskim) oraz na bieżąco formułowane opinie i przemyślenia kapitana, uzupełnione współczesnymi komentarzami.